# Barjik
Barjik (Itil, 690? – 731) è stato un sovrano e un generale khazaro.
Fu principe dell'Impero di Khazaria dalla fine degli anni 720 fino alla data nella sua morte, collocabile storicamente e cronologicamente nel 731. Venne chiamato da molti storici musulmani, come Abū Jaʿfar Muḥammad b. Jarīr al-Ṭabarī, Il figlio del Khagan. Nonostante esistano alcune sommarie testimonianze, si sa solo che probabilmente la sua posizione sociale era quella di Principe e di Khagan Bek (in italiano corrispondente al cosiddetto Generalissimo). 

Si pensa che la sua attività di sovrano fosse preceduta da una carriera militare che lo portò, nei primi anni dell'VIII secolo, a combattere alla guida delle truppe khazare nella seconda guerra arabo-khazara.
Essa vide contrapporre il Gran Khanato di Khazaria al Califfato omayyade di Damasco e annoverò tra i suoi fatti salienti la Battaglia di Marj Ardabil, vinta il 9 dicembre 730 da Barjik e dai suoi uomini, che in seguito occuparono e saccheggiarono la città di Ardabil.

Grazie a questa vittoria, il Khanato khazaro guadagnò prestigio per avere ucciso il generale arabo-musulmano Abū ʿUqba al-Jarrāḥ b. ʿAbd Allāh al-Ḥakamī e aver portato a Itil sul suo trono, come trofeo, la sua testa tagliata. Questi atti scatenarono però la furiosa reazione delle truppe omayyadi, che sconfissero i Khazari e uccisero il loro generale nella Battaglia di Mossul (731), svoltasi al di fuori delle mura dell'omonima città.